# Henry Tizard
Sir Henry Thomas Tizard (* 23. August 1885 in Gillingham, Kent; † 9. Oktober 1959 in Fareham, Hampshire) war ein englischer Chemiker und Erfinder.

## Leben
Er war von 1929 bis 1942 Rektor des Imperial College London. Tizard war außerdem von 1942 bis 1946 Präsident des Magdalen College der University of Oxford. Tizard beschäftigte sich auch schon vor dem Zweiten Weltkrieg mit Aeronautik und Radartechnik und leitete 1940 eine nach ihm benannte Kommission, die für den Austausch von Informationen zum Beispiel über Radar und Strahltriebwerke mit den USA zuständig war. Nach dem Zweiten Weltkrieg leitete er als Vorsitzender des Defence Research Policy Committee die Militär-Forschung in Großbritannien.
1926 wurde er zum Fellow der Royal Society gewählt und 1937 als Knight Commander des Order of the Bath geadelt. 1948 war er Präsident der British Association for the Advancement of Science. 1949 wurde er zum Knight Grand Cross des Order of the Bath erhoben.

## Werke
- Walther Nernst und Henry Thomas Tizard: Theoretical chemistry from the standpoint of Avogadro's rule & thermodynamics. Macmillan and Co., London 1911 (Rev. in accordance with the 6th German ed.).
- Methods of measuring aircraft performances. Aeronautical Society of Great Britain, London 1917.
- The passing world : science and social progress. Bureau of Current Affairs, London 1948.
- Scientist in and out of the Civil Service. The twenty-second Haldane Memorial lecture delivered at Birkbeck College, London, 9th March 1955. printed for Birkbeck College, London, by W.J. Ruddock and Sons, London 1955.